# Liste der National Natural Landmarks in Arizona
Dies ist eine Liste der National Natural Landmarks in Arizona. In Arizona gibt es zehn als National Natural Landmark ausgewiesene Objekte (Stand 2020). Sie wurden zwischen 1965 und 2011 begründet und umfassen Flächen zwischen etwa 4,5 Hektar und 1234 Quadratkilometern.

## Liste
|    | Name                         | Bild                    | Eintragung | Ort                               | County     | Landbesitzer                     | Beschreibung                                                                                 |
| -- | ---------------------------- | ----------------------- | ---------- | --------------------------------- | ---------- | -------------------------------- | -------------------------------------------------------------------------------------------- |
| 1  | Barfoot Park                 |                         | 2011       | 31° 54′ 54,3″ N, 109° 18′ 7,3″ W  | Cochise    | Bund (Coronado National Forest)  | Eines der besten Beispiele in den Vereinigten Staaten für Ponderosa-Kiefernwälder.           |
| 2  | Barringer-Krater             |                         | 1967       | 35° 1′ 38″ N, 111° 1′ 21″ W       | Coconino   | Privat                           | Der weltweit als erstes identifizierte Meteoritenkrater.                                     |
| 3  | Canelo Hills Cienega Reserve |                         | 1974       | 31° 33′ 44,1″ N, 110° 31′ 33,1″ W | Santa Cruz | Privat (The Nature Conservancy)  | Bemerkenswert sind die äußerst seltene Spiranthes delitescens und der Fisch Gila intermedia. |
| 4  | Comb Ridge                   | Comb Ridge              | 1976       | 36° 49′ 7,7″ N, 110° 3′ 25,9″ W   | Navajo     | kommunal (Navajo Nation)         | Der einzige bekannte Fundort für Tritylodontidae-Fossilien in Nordamerika.                   |
| 5  | Grapevine Mesa               |                         | 1967       | 35° 58′ 28″ N, 114° 4′ 53,9″ W    | Mohave     | Bund (Bureau of Land Management) | Die beste bestehende Ansammlung von Joshua-Trees in den Vereinigten Staaten.                 |
| 6  | Kaibab Squirrel Area         |                         | 1965       | 36° 24′ 0,6″ N, 112° 9′ 11,1″ W   | Coconino   | Bund (Kaibab National Forest)    | Beispiel für den Lebensraum des Kaibabhörnchen.                                              |
| 7  | Onyx Cave                    |                         | 1974       | 31° 43′ 3″ N, 110° 46′ 9″ W       | Santa Cruz | Bund (Coronado National Forest)  | Gilt als die schönste Höhle Arizonas.                                                        |
| 8  | Patagonia-Sonoita Creek      | Patagonia-Sonoita Creek | 1970       | 31° 31′ 40,8″ N, 110° 46′ 31,6″ W | Santa Cruz | Privat (The Nature Conservancy)  | Ein Beispiel für einen Pappel-Weiden-Auenwald.                                               |
| 9  | Ramsey Canyon                | Ramsey Canyon           | 1965       | 31° 26′ 52,1″ N, 110° 18′ 25,9″ W | Cochise    | Privat (The Nature Conservancy)  | Eine durch einen Bach eingeschnittene, vertikal abfallende Schlucht.                         |
| 10 | Willcox Playa                |                         | 1966       | 32° 8′ 27,6″ N, 109° 50′ 52,8″ W  | Cochise    | Bund (Bureau of Land Management) | Der größte ausgetrocknete See in Arizona.                                                    |